# Mistralazhdarcho
Mistralazhdarcho is een geslacht van uitgestorven pterosauriërs, behorend tot de Pterodactyloidea, dat tijdens het Laat-Krijt leefde in het gebied van het huidige Frankrijk. De enige benoemde soort is Mistralazhdarcho maggii.

## Vondst en naamgeving
In 1992 ontdekte Xavier Valentin bij Velaux–La Bastide Neuve een rijke fossielhoudende laag. Tussen 2009 en 2012 werd daar het fossiel van een pterosauriër opgegraven. De ontdekking werd in 2015 gemeld in de wetenschappelijke literatuur.
In 2018 werd de typesoort Mistralazhdarcho maggii benoemd en beschreven door Romain Vullo, Géraldine Garcia, Pascal Godefroit, Aude Cincotta en Xavier
Valentin. De geslachtsnaam verbindt de mistral, de noordenwind die zo typisch is voor het vondstgebied, met Azhdarcho, het typegenus van de Azhdarchidae. De soortaanduiding eert Jean-Pierre Maggi, de burgemeester van Velaux, voor zijn ondersteuning van het paleontologisch project van La Bastide Neuve.
Het holotype MMS/VBN.09.C.001 is gevonden in een laag zandsteen van het Aix-en-Provence-bekken, die dateert uit het Laat-Campanien, ongeveer tweeënzeventig miljoen jaar oud. Het bestaat uit een gedeeltelijk skelet met schedel. Bewaard zijn gebleven: de symfyse van de onderkaken, het complex van de atlas en de draaier in de voorste nek, een middelste halswervel, een linkeropperarmbeen, een stuk rechteropperarmbeen, het linkerspaakbeen, het rechterpteroïde, de schacht van het vierde middenhandsbeen, het bovenste gedeelte van het eerste kootje van de vleugelvinger, het uiteinde van vermoedelijk hetzelfde kootje, en nog vier stukken bot die niet met zekerheid gedetermineerd konden worden waaronder twee met een gewrichtsuiteinde en twee schachten. Het skelet lag niet in verband maar de beenderen zijn aangetroffen op een vrij kleine oppervlakte van vijf vierkante meter binnen het totaal van 140 vierkante meter dat de fossielhoudende zandsteenlens beslaat. Daarom werd geconcludeerd dat ze tot één individu behoorden. Het betreft vermoedelijk een jongvolwassen exemplaar.

## Beschrijving

### Grootte en onderscheidende kenmerken

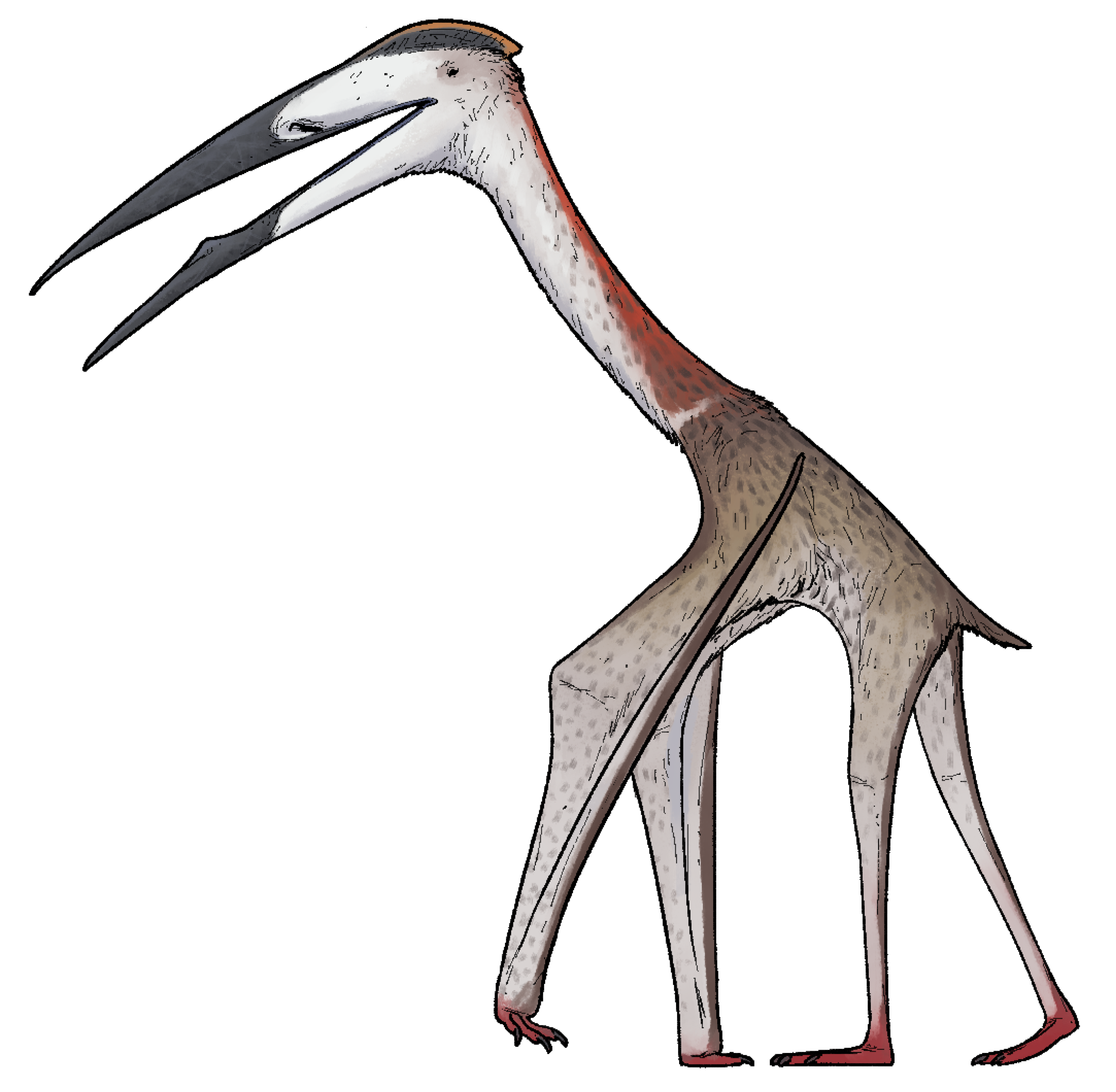
Mistralazhdarcho is een grote soort

Mistralazhdarcho is een grote pterosauriër. Het opperarmbeen was naar schatting oorspronkelijk negentien centimeter lang. Alexandr Averianow heeft een formule ontwikkeld voor het afleiden van de vlucht van pterosauriërs uit de lengte van het opperarmbeen: WS = 35,3 x 20,46 x HL, waarbij 'WS' de wingspan is en 'HL' de humerus length en de maten in centimeters zijn. In dit geval is de uitkomst van de formule dat de vleugelspanwijdte  424 centimeter zou bedragen. Een extrapolatie uit het skelet van Zhejiangopterus zou leiden tot een schatting van 485 centimeter. Beide uitkomsten benaderen elkaar dus vrij aardig en de beschrijvers concludeerden dat de spanwijdte een vierenhalve meter moet zijn geweest. Het holotype was echter vermoedelijk nog niet volgroeid. Ze meenden dat een volwassen dier wel een vlucht van vijf à zes meter kon hebben gehad.
De beschrijvers stelden enkele onderscheidende kenmerken vast. Een daarvan is een autapomorfie, een uniek afgeleid kenmerk. Het bovenvlak van de symfyse van de onderkaken toont een goed ontwikkelde verheffing op de middenlijn in een relatief voorwaartse positie van achttien centimeter achter de kaakpunt vergeleken met tweeëndertig centimeter bij de verwant Alanqa. Een tweede kenmerk is een mogelijke autapomorfie. De kaakpunt is iets naar beneden gekromd. Het kan zijn dat dit kenmerk gedeeld wordt door Aerotitan als het holotype daarvan in feite een punt van de onderkaken is, zoals nu werd geopperd. Dan is het dus geen autapomorfie.
Daarnaast is er een unieke combinatie van op zich niet unieke kenmerken. Het bovenvlak van de symfyse van de onderkaken toont opstaande stompe randen. De symfyse van de onderkaken heeft een V-profiel in dwarsdoorsnede. Het ondervlak van het atlas-draaier-complex is plat. Bij de middelste halswervels staan de voorste gewrichtsuitsteeksels licht uit elkaar. Het opperarmbeen is relatief kort ten opzichte van het spaakbeen, met 66% van de lengte daarvan.

### Skelet
De voorste vergroeiing, symfyse, van de onderkaken heeft een bewaarde lengte van 264 millimeter. Het stuk is zeer langgerekt, laag, slank en tandeloos. De kaakpunt heeft geen kiel; vandaar de V-vormige dwarsdoorsnede. Het bovenvlak tussen de opstaande randen is licht hol gekromd. De onderscheidende verheffing heeft een hoogte van negen millimeter en een lengte van drieëntachtig millimeter. Dat de kaakpunt naar beneden kromt, is afwijkend van verwanten die meestal een rechte of omhoog gekromde kaakpunt hebben.
De vergroeiing van de eerste twee halswervels, atlas en draaier, heeft rechte zijwanden in onderaanzicht. Bij verwanten zijn ze vaak hol, De onderkant van de wervels is vlak in plaats van bol of hol zoals bij sommige verwanten. De achterste uitsteeksels, de postexapofysen, zijn direct naar achteren gericht in plaats van meer zijwaarts. Ertussen, onder de bol van de condyle, ligt een opvallend diepe uitholling. De bewaarde middelste halswervel zou de vijfde kunnen zijn. Afhankelijk van de soort die men als vergelijking gebruikt, zou de oorspronkelijke lengte van deze wervel tussen de 165 en 210 millimeter kunnen liggen. De wervel heeft geen pneumatische opening in de bovenkant maar wel dubbele openingen in iedere zijkant.
De bewaarde lengte van het opperarmbeen is 174 millimeter. De kop is hoog en nauw van voor naar achter. De kop vormt een zwak zadelgewricht, hol in zijaanzicht en bol overdwars. Er is een matig ontwikkelde crista ulnaris. De deltopectorale kam is dik. De schacht is kort, robuust en overdwars breed.
Het spaakbeen is 289 millimeter lang. Het heeft geen pneumatische opening aan de achterste onderzijde. Het pteroïde, dat het membraan naar de nekbasis spande, heeft een bewaarde lengte van 138 millimeter. De geschatte lengte is zestien centimeter. De schacht is dun. De basis aan de polszijde is driehoekig en heeft een grote pneumatische opening in de onderkant.

## Fylogenie
Mistralazhdarcho is in de Azhdarchidae geplaatst. Er werd in 2018 echter geen kladistische analyse uitgevoerd zodat de precieze positie binnen die groep onzeker blijft. De verheffing op de symfyse is een kenmerk dat met Alanqa gedeeld wordt hetgeen een nauwere verwantschap tussen die twee vormen suggereert. Mistralazhdarcho is de eerste pterosauriër die uit het Campanien-Maastrichtien van West-Europa benoemd wordt.
Een analyse uit 2023 had de volgende uitkomst.
|  | Eurazhdarcho langendorfensis |
|  | |
|  | \| \| Phosphatodraco mauritanicus \| \| \| \| \| \| Wellnhopterus brevirostris \| \| \| \| \| \| Aralazhdarcho bostobensis \| \| \| \| |
|  | |
|  | Phosphatodraco mauritanicus |
|  | |
|  | Wellnhopterus brevirostris |
|  | |
|  | Aralazhdarcho bostobensis |
|  | |

|  | Phosphatodraco mauritanicus |
|  |                             |
|  | Wellnhopterus brevirostris  |
|  |                             |
|  | Aralazhdarcho bostobensis   |
|  |                             |

|  | Hatzegopteryx thambema |
|  |                        |
|  | Albadraco tharmisensis |
|  |                        |

|  | Quetzalcoatlus northropi        |
|  |                                 |
|  | Quetzalcoatlus lawsoni          |
|  |                                 |
|  | Quetzalcoatlus sp. (FSAC-OB 14) |
|  |                                 |

|  | Mistralazhdarcho maggii      |
|  |                              |
|  | Aerotitan sudamericanus      |
|  |                              |
|  | Arambourgiania philadelphiae |
|  |                              |

|  | Quetzalcoatlus northropi        |
|  |                                 |
|  | Quetzalcoatlus lawsoni          |
|  |                                 |
|  | Quetzalcoatlus sp. (FSAC-OB 14) |
|  |                                 |

|  | Mistralazhdarcho maggii      |
|  |                              |
|  | Aerotitan sudamericanus      |
|  |                              |
|  | Arambourgiania philadelphiae |
|  |                              |

|  | Hatzegopteryx thambema |
|  |                        |
|  | Albadraco tharmisensis |
|  |                        |

|  | Quetzalcoatlus northropi        |
|  |                                 |
|  | Quetzalcoatlus lawsoni          |
|  |                                 |
|  | Quetzalcoatlus sp. (FSAC-OB 14) |
|  |                                 |

|  | Mistralazhdarcho maggii      |
|  |                              |
|  | Aerotitan sudamericanus      |
|  |                              |
|  | Arambourgiania philadelphiae |
|  |                              |

|  | Quetzalcoatlus northropi        |
|  |                                 |
|  | Quetzalcoatlus lawsoni          |
|  |                                 |
|  | Quetzalcoatlus sp. (FSAC-OB 14) |
|  |                                 |

|  | Mistralazhdarcho maggii      |
|  |                              |
|  | Aerotitan sudamericanus      |
|  |                              |
|  | Arambourgiania philadelphiae |
|  |                              |

|  | Hatzegopteryx thambema |
|  |                        |
|  | Albadraco tharmisensis |
|  |                        |

|  | Quetzalcoatlus northropi        |
|  |                                 |
|  | Quetzalcoatlus lawsoni          |
|  |                                 |
|  | Quetzalcoatlus sp. (FSAC-OB 14) |
|  |                                 |

|  | Mistralazhdarcho maggii      |
|  |                              |
|  | Aerotitan sudamericanus      |
|  |                              |
|  | Arambourgiania philadelphiae |
|  |                              |

|  | Quetzalcoatlus northropi        |
|  |                                 |
|  | Quetzalcoatlus lawsoni          |
|  |                                 |
|  | Quetzalcoatlus sp. (FSAC-OB 14) |
|  |                                 |

|  | Mistralazhdarcho maggii      |
|  |                              |
|  | Aerotitan sudamericanus      |
|  |                              |
|  | Arambourgiania philadelphiae |
|  |                              |

|  | Hatzegopteryx thambema |
|  |                        |
|  | Albadraco tharmisensis |
|  |                        |

|  | Quetzalcoatlus northropi        |
|  |                                 |
|  | Quetzalcoatlus lawsoni          |
|  |                                 |
|  | Quetzalcoatlus sp. (FSAC-OB 14) |
|  |                                 |

|  | Mistralazhdarcho maggii      |
|  |                              |
|  | Aerotitan sudamericanus      |
|  |                              |
|  | Arambourgiania philadelphiae |
|  |                              |

|  | Quetzalcoatlus northropi        |
|  |                                 |
|  | Quetzalcoatlus lawsoni          |
|  |                                 |
|  | Quetzalcoatlus sp. (FSAC-OB 14) |
|  |                                 |

|  | Mistralazhdarcho maggii      |
|  |                              |
|  | Aerotitan sudamericanus      |
|  |                              |
|  | Arambourgiania philadelphiae |
|  |                              |

|  | Hatzegopteryx thambema |
|  |                        |
|  | Albadraco tharmisensis |
|  |                        |

|  | Quetzalcoatlus northropi        |
|  |                                 |
|  | Quetzalcoatlus lawsoni          |
|  |                                 |
|  | Quetzalcoatlus sp. (FSAC-OB 14) |
|  |                                 |

|  | Mistralazhdarcho maggii      |
|  |                              |
|  | Aerotitan sudamericanus      |
|  |                              |
|  | Arambourgiania philadelphiae |
|  |                              |

|  | Quetzalcoatlus northropi        |
|  |                                 |
|  | Quetzalcoatlus lawsoni          |
|  |                                 |
|  | Quetzalcoatlus sp. (FSAC-OB 14) |
|  |                                 |

|  | Mistralazhdarcho maggii      |
|  |                              |
|  | Aerotitan sudamericanus      |
|  |                              |
|  | Arambourgiania philadelphiae |
|  |                              |

|  | Hatzegopteryx thambema |
|  |                        |
|  | Albadraco tharmisensis |
|  |                        |

|  | Quetzalcoatlus northropi        |
|  |                                 |
|  | Quetzalcoatlus lawsoni          |
|  |                                 |
|  | Quetzalcoatlus sp. (FSAC-OB 14) |
|  |                                 |

|  | Mistralazhdarcho maggii      |
|  |                              |
|  | Aerotitan sudamericanus      |
|  |                              |
|  | Arambourgiania philadelphiae |
|  |                              |

|  | Quetzalcoatlus northropi        |
|  |                                 |
|  | Quetzalcoatlus lawsoni          |
|  |                                 |
|  | Quetzalcoatlus sp. (FSAC-OB 14) |
|  |                                 |

|  | Mistralazhdarcho maggii      |
|  |                              |
|  | Aerotitan sudamericanus      |
|  |                              |
|  | Arambourgiania philadelphiae |
|  |                              |

|  | Hatzegopteryx thambema |
|  |                        |
|  | Albadraco tharmisensis |
|  |                        |

|  | Quetzalcoatlus northropi        |
|  |                                 |
|  | Quetzalcoatlus lawsoni          |
|  |                                 |
|  | Quetzalcoatlus sp. (FSAC-OB 14) |
|  |                                 |

|  | Mistralazhdarcho maggii      |
|  |                              |
|  | Aerotitan sudamericanus      |
|  |                              |
|  | Arambourgiania philadelphiae |
|  |                              |

|  | Quetzalcoatlus northropi        |
|  |                                 |
|  | Quetzalcoatlus lawsoni          |
|  |                                 |
|  | Quetzalcoatlus sp. (FSAC-OB 14) |
|  |                                 |

|  | Mistralazhdarcho maggii      |
|  |                              |
|  | Aerotitan sudamericanus      |
|  |                              |
|  | Arambourgiania philadelphiae |
|  |                              |

|  | Hatzegopteryx thambema |
|  |                        |
|  | Albadraco tharmisensis |
|  |                        |

|  | Quetzalcoatlus northropi        |
|  |                                 |
|  | Quetzalcoatlus lawsoni          |
|  |                                 |
|  | Quetzalcoatlus sp. (FSAC-OB 14) |
|  |                                 |

|  | Mistralazhdarcho maggii      |
|  |                              |
|  | Aerotitan sudamericanus      |
|  |                              |
|  | Arambourgiania philadelphiae |
|  |                              |

|  | Quetzalcoatlus northropi        |
|  |                                 |
|  | Quetzalcoatlus lawsoni          |
|  |                                 |
|  | Quetzalcoatlus sp. (FSAC-OB 14) |
|  |                                 |

|  | Mistralazhdarcho maggii      |
|  |                              |
|  | Aerotitan sudamericanus      |
|  |                              |
|  | Arambourgiania philadelphiae |
|  |                              |

|  | Hatzegopteryx thambema |
|  |                        |
|  | Albadraco tharmisensis |
|  |                        |

|  | Quetzalcoatlus northropi        |
|  |                                 |
|  | Quetzalcoatlus lawsoni          |
|  |                                 |
|  | Quetzalcoatlus sp. (FSAC-OB 14) |
|  |                                 |

|  | Mistralazhdarcho maggii      |
|  |                              |
|  | Aerotitan sudamericanus      |
|  |                              |
|  | Arambourgiania philadelphiae |
|  |                              |

|  | Quetzalcoatlus northropi        |
|  |                                 |
|  | Quetzalcoatlus lawsoni          |
|  |                                 |
|  | Quetzalcoatlus sp. (FSAC-OB 14) |
|  |                                 |

|  | Mistralazhdarcho maggii      |
|  |                              |
|  | Aerotitan sudamericanus      |
|  |                              |
|  | Arambourgiania philadelphiae |
|  |                              |

|  | Hatzegopteryx thambema |
|  |                        |
|  | Albadraco tharmisensis |
|  |                        |

|  | Quetzalcoatlus northropi        |
|  |                                 |
|  | Quetzalcoatlus lawsoni          |
|  |                                 |
|  | Quetzalcoatlus sp. (FSAC-OB 14) |
|  |                                 |

|  | Mistralazhdarcho maggii      |
|  |                              |
|  | Aerotitan sudamericanus      |
|  |                              |
|  | Arambourgiania philadelphiae |
|  |                              |

|  | Quetzalcoatlus northropi        |
|  |                                 |
|  | Quetzalcoatlus lawsoni          |
|  |                                 |
|  | Quetzalcoatlus sp. (FSAC-OB 14) |
|  |                                 |

|  | Mistralazhdarcho maggii      |
|  |                              |
|  | Aerotitan sudamericanus      |
|  |                              |
|  | Arambourgiania philadelphiae |
|  |                              |

|  | Hatzegopteryx thambema |
|  |                        |
|  | Albadraco tharmisensis |
|  |                        |

|  | Quetzalcoatlus northropi        |
|  |                                 |
|  | Quetzalcoatlus lawsoni          |
|  |                                 |
|  | Quetzalcoatlus sp. (FSAC-OB 14) |
|  |                                 |

|  | Mistralazhdarcho maggii      |
|  |                              |
|  | Aerotitan sudamericanus      |
|  |                              |
|  | Arambourgiania philadelphiae |
|  |                              |

|  | Quetzalcoatlus northropi        |
|  |                                 |
|  | Quetzalcoatlus lawsoni          |
|  |                                 |
|  | Quetzalcoatlus sp. (FSAC-OB 14) |
|  |                                 |

|  | Mistralazhdarcho maggii      |
|  |                              |
|  | Aerotitan sudamericanus      |
|  |                              |
|  | Arambourgiania philadelphiae |
|  |                              |

|  | Hatzegopteryx thambema |
|  |                        |
|  | Albadraco tharmisensis |
|  |                        |

|  | Quetzalcoatlus northropi        |
|  |                                 |
|  | Quetzalcoatlus lawsoni          |
|  |                                 |
|  | Quetzalcoatlus sp. (FSAC-OB 14) |
|  |                                 |

|  | Mistralazhdarcho maggii      |
|  |                              |
|  | Aerotitan sudamericanus      |
|  |                              |
|  | Arambourgiania philadelphiae |
|  |                              |

|  | Quetzalcoatlus northropi        |
|  |                                 |
|  | Quetzalcoatlus lawsoni          |
|  |                                 |
|  | Quetzalcoatlus sp. (FSAC-OB 14) |
|  |                                 |

|  | Mistralazhdarcho maggii      |
|  |                              |
|  | Aerotitan sudamericanus      |
|  |                              |
|  | Arambourgiania philadelphiae |
|  |                              |

|  | Hatzegopteryx thambema |
|  |                        |
|  | Albadraco tharmisensis |
|  |                        |

|  | Quetzalcoatlus northropi        |
|  |                                 |
|  | Quetzalcoatlus lawsoni          |
|  |                                 |
|  | Quetzalcoatlus sp. (FSAC-OB 14) |
|  |                                 |

|  | Mistralazhdarcho maggii      |
|  |                              |
|  | Aerotitan sudamericanus      |
|  |                              |
|  | Arambourgiania philadelphiae |
|  |                              |

|  | Quetzalcoatlus northropi        |
|  |                                 |
|  | Quetzalcoatlus lawsoni          |
|  |                                 |
|  | Quetzalcoatlus sp. (FSAC-OB 14) |
|  |                                 |

|  | Mistralazhdarcho maggii      |
|  |                              |
|  | Aerotitan sudamericanus      |
|  |                              |
|  | Arambourgiania philadelphiae |
|  |                              |

|  | Hatzegopteryx thambema |
|  |                        |
|  | Albadraco tharmisensis |
|  |                        |

|  | Quetzalcoatlus northropi        |
|  |                                 |
|  | Quetzalcoatlus lawsoni          |
|  |                                 |
|  | Quetzalcoatlus sp. (FSAC-OB 14) |
|  |                                 |

|  | Mistralazhdarcho maggii      |
|  |                              |
|  | Aerotitan sudamericanus      |
|  |                              |
|  | Arambourgiania philadelphiae |
|  |                              |

|  | Quetzalcoatlus northropi        |
|  |                                 |
|  | Quetzalcoatlus lawsoni          |
|  |                                 |
|  | Quetzalcoatlus sp. (FSAC-OB 14) |
|  |                                 |

|  | Mistralazhdarcho maggii      |
|  |                              |
|  | Aerotitan sudamericanus      |
|  |                              |
|  | Arambourgiania philadelphiae |
|  |                              |

|  | Hatzegopteryx thambema |
|  |                        |
|  | Albadraco tharmisensis |
|  |                        |

|  | Quetzalcoatlus northropi        |
|  |                                 |
|  | Quetzalcoatlus lawsoni          |
|  |                                 |
|  | Quetzalcoatlus sp. (FSAC-OB 14) |
|  |                                 |

|  | Mistralazhdarcho maggii      |
|  |                              |
|  | Aerotitan sudamericanus      |
|  |                              |
|  | Arambourgiania philadelphiae |
|  |                              |

|  | Quetzalcoatlus northropi        |
|  |                                 |
|  | Quetzalcoatlus lawsoni          |
|  |                                 |
|  | Quetzalcoatlus sp. (FSAC-OB 14) |
|  |                                 |

|  | Mistralazhdarcho maggii      |
|  |                              |
|  | Aerotitan sudamericanus      |
|  |                              |
|  | Arambourgiania philadelphiae |
|  |                              |

|  | Hatzegopteryx thambema |
|  |                        |
|  | Albadraco tharmisensis |
|  |                        |

|  | Quetzalcoatlus northropi        |
|  |                                 |
|  | Quetzalcoatlus lawsoni          |
|  |                                 |
|  | Quetzalcoatlus sp. (FSAC-OB 14) |
|  |                                 |

|  | Mistralazhdarcho maggii      |
|  |                              |
|  | Aerotitan sudamericanus      |
|  |                              |
|  | Arambourgiania philadelphiae |
|  |                              |

|  | Quetzalcoatlus northropi        |
|  |                                 |
|  | Quetzalcoatlus lawsoni          |
|  |                                 |
|  | Quetzalcoatlus sp. (FSAC-OB 14) |
|  |                                 |

|  | Mistralazhdarcho maggii      |
|  |                              |
|  | Aerotitan sudamericanus      |
|  |                              |
|  | Arambourgiania philadelphiae |
|  |                              |

|  | Eurazhdarcho langendorfensis |
|  | |
|  | \| \| Phosphatodraco mauritanicus \| \| \| \| \| \| Wellnhopterus brevirostris \| \| \| \| \| \| Aralazhdarcho bostobensis \| \| \| \| |
|  | |
|  | Phosphatodraco mauritanicus |
|  | |
|  | Wellnhopterus brevirostris |
|  | |
|  | Aralazhdarcho bostobensis |
|  | |

|  | Phosphatodraco mauritanicus |
|  |                             |
|  | Wellnhopterus brevirostris  |
|  |                             |
|  | Aralazhdarcho bostobensis   |
|  |                             |

|  | Hatzegopteryx thambema |
|  |                        |
|  | Albadraco tharmisensis |
|  |                        |

|  | Quetzalcoatlus northropi        |
|  |                                 |
|  | Quetzalcoatlus lawsoni          |
|  |                                 |
|  | Quetzalcoatlus sp. (FSAC-OB 14) |
|  |                                 |

|  | Mistralazhdarcho maggii      |
|  |                              |
|  | Aerotitan sudamericanus      |
|  |                              |
|  | Arambourgiania philadelphiae |
|  |                              |

|  | Quetzalcoatlus northropi        |
|  |                                 |
|  | Quetzalcoatlus lawsoni          |
|  |                                 |
|  | Quetzalcoatlus sp. (FSAC-OB 14) |
|  |                                 |

|  | Mistralazhdarcho maggii      |
|  |                              |
|  | Aerotitan sudamericanus      |
|  |                              |
|  | Arambourgiania philadelphiae |
|  |                              |

|  | Hatzegopteryx thambema |
|  |                        |
|  | Albadraco tharmisensis |
|  |                        |

|  | Quetzalcoatlus northropi        |
|  |                                 |
|  | Quetzalcoatlus lawsoni          |
|  |                                 |
|  | Quetzalcoatlus sp. (FSAC-OB 14) |
|  |                                 |

|  | Mistralazhdarcho maggii      |
|  |                              |
|  | Aerotitan sudamericanus      |
|  |                              |
|  | Arambourgiania philadelphiae |
|  |                              |

|  | Quetzalcoatlus northropi        |
|  |                                 |
|  | Quetzalcoatlus lawsoni          |
|  |                                 |
|  | Quetzalcoatlus sp. (FSAC-OB 14) |
|  |                                 |

|  | Mistralazhdarcho maggii      |
|  |                              |
|  | Aerotitan sudamericanus      |
|  |                              |
|  | Arambourgiania philadelphiae |
|  |                              |

|  | Hatzegopteryx thambema |
|  |                        |
|  | Albadraco tharmisensis |
|  |                        |

|  | Quetzalcoatlus northropi        |
|  |                                 |
|  | Quetzalcoatlus lawsoni          |
|  |                                 |
|  | Quetzalcoatlus sp. (FSAC-OB 14) |
|  |                                 |

|  | Mistralazhdarcho maggii      |
|  |                              |
|  | Aerotitan sudamericanus      |
|  |                              |
|  | Arambourgiania philadelphiae |
|  |                              |

|  | Quetzalcoatlus northropi        |
|  |                                 |
|  | Quetzalcoatlus lawsoni          |
|  |                                 |
|  | Quetzalcoatlus sp. (FSAC-OB 14) |
|  |                                 |

|  | Mistralazhdarcho maggii      |
|  |                              |
|  | Aerotitan sudamericanus      |
|  |                              |
|  | Arambourgiania philadelphiae |
|  |                              |

|  | Hatzegopteryx thambema |
|  |                        |
|  | Albadraco tharmisensis |
|  |                        |

|  | Quetzalcoatlus northropi        |
|  |                                 |
|  | Quetzalcoatlus lawsoni          |
|  |                                 |
|  | Quetzalcoatlus sp. (FSAC-OB 14) |
|  |                                 |

|  | Mistralazhdarcho maggii      |
|  |                              |
|  | Aerotitan sudamericanus      |
|  |                              |
|  | Arambourgiania philadelphiae |
|  |                              |

|  | Quetzalcoatlus northropi        |
|  |                                 |
|  | Quetzalcoatlus lawsoni          |
|  |                                 |
|  | Quetzalcoatlus sp. (FSAC-OB 14) |
|  |                                 |

|  | Mistralazhdarcho maggii      |
|  |                              |
|  | Aerotitan sudamericanus      |
|  |                              |
|  | Arambourgiania philadelphiae |
|  |                              |

|  | Hatzegopteryx thambema |
|  |                        |
|  | Albadraco tharmisensis |
|  |                        |

|  | Quetzalcoatlus northropi        |
|  |                                 |
|  | Quetzalcoatlus lawsoni          |
|  |                                 |
|  | Quetzalcoatlus sp. (FSAC-OB 14) |
|  |                                 |

|  | Mistralazhdarcho maggii      |
|  |                              |
|  | Aerotitan sudamericanus      |
|  |                              |
|  | Arambourgiania philadelphiae |
|  |                              |

|  | Quetzalcoatlus northropi        |
|  |                                 |
|  | Quetzalcoatlus lawsoni          |
|  |                                 |
|  | Quetzalcoatlus sp. (FSAC-OB 14) |
|  |                                 |

|  | Mistralazhdarcho maggii      |
|  |                              |
|  | Aerotitan sudamericanus      |
|  |                              |
|  | Arambourgiania philadelphiae |
|  |                              |

|  | Hatzegopteryx thambema |
|  |                        |
|  | Albadraco tharmisensis |
|  |                        |

|  | Quetzalcoatlus northropi        |
|  |                                 |
|  | Quetzalcoatlus lawsoni          |
|  |                                 |
|  | Quetzalcoatlus sp. (FSAC-OB 14) |
|  |                                 |

|  | Mistralazhdarcho maggii      |
|  |                              |
|  | Aerotitan sudamericanus      |
|  |                              |
|  | Arambourgiania philadelphiae |
|  |                              |

|  | Quetzalcoatlus northropi        |
|  |                                 |
|  | Quetzalcoatlus lawsoni          |
|  |                                 |
|  | Quetzalcoatlus sp. (FSAC-OB 14) |
|  |                                 |

|  | Mistralazhdarcho maggii      |
|  |                              |
|  | Aerotitan sudamericanus      |
|  |                              |
|  | Arambourgiania philadelphiae |
|  |                              |

|  | Hatzegopteryx thambema |
|  |                        |
|  | Albadraco tharmisensis |
|  |                        |

|  | Quetzalcoatlus northropi        |
|  |                                 |
|  | Quetzalcoatlus lawsoni          |
|  |                                 |
|  | Quetzalcoatlus sp. (FSAC-OB 14) |
|  |                                 |

|  | Mistralazhdarcho maggii      |
|  |                              |
|  | Aerotitan sudamericanus      |
|  |                              |
|  | Arambourgiania philadelphiae |
|  |                              |

|  | Quetzalcoatlus northropi        |
|  |                                 |
|  | Quetzalcoatlus lawsoni          |
|  |                                 |
|  | Quetzalcoatlus sp. (FSAC-OB 14) |
|  |                                 |

|  | Mistralazhdarcho maggii      |
|  |                              |
|  | Aerotitan sudamericanus      |
|  |                              |
|  | Arambourgiania philadelphiae |
|  |                              |

|  | Hatzegopteryx thambema |
|  |                        |
|  | Albadraco tharmisensis |
|  |                        |

|  | Quetzalcoatlus northropi        |
|  |                                 |
|  | Quetzalcoatlus lawsoni          |
|  |                                 |
|  | Quetzalcoatlus sp. (FSAC-OB 14) |
|  |                                 |

|  | Mistralazhdarcho maggii      |
|  |                              |
|  | Aerotitan sudamericanus      |
|  |                              |
|  | Arambourgiania philadelphiae |
|  |                              |

|  | Quetzalcoatlus northropi        |
|  |                                 |
|  | Quetzalcoatlus lawsoni          |
|  |                                 |
|  | Quetzalcoatlus sp. (FSAC-OB 14) |
|  |                                 |

|  | Mistralazhdarcho maggii      |
|  |                              |
|  | Aerotitan sudamericanus      |
|  |                              |
|  | Arambourgiania philadelphiae |
|  |                              |

|  | Hatzegopteryx thambema |
|  |                        |
|  | Albadraco tharmisensis |
|  |                        |

|  | Quetzalcoatlus northropi        |
|  |                                 |
|  | Quetzalcoatlus lawsoni          |
|  |                                 |
|  | Quetzalcoatlus sp. (FSAC-OB 14) |
|  |                                 |

|  | Mistralazhdarcho maggii      |
|  |                              |
|  | Aerotitan sudamericanus      |
|  |                              |
|  | Arambourgiania philadelphiae |
|  |                              |

|  | Quetzalcoatlus northropi        |
|  |                                 |
|  | Quetzalcoatlus lawsoni          |
|  |                                 |
|  | Quetzalcoatlus sp. (FSAC-OB 14) |
|  |                                 |

|  | Mistralazhdarcho maggii      |
|  |                              |
|  | Aerotitan sudamericanus      |
|  |                              |
|  | Arambourgiania philadelphiae |
|  |                              |

|  | Hatzegopteryx thambema |
|  |                        |
|  | Albadraco tharmisensis |
|  |                        |

|  | Quetzalcoatlus northropi        |
|  |                                 |
|  | Quetzalcoatlus lawsoni          |
|  |                                 |
|  | Quetzalcoatlus sp. (FSAC-OB 14) |
|  |                                 |

|  | Mistralazhdarcho maggii      |
|  |                              |
|  | Aerotitan sudamericanus      |
|  |                              |
|  | Arambourgiania philadelphiae |
|  |                              |

|  | Quetzalcoatlus northropi        |
|  |                                 |
|  | Quetzalcoatlus lawsoni          |
|  |                                 |
|  | Quetzalcoatlus sp. (FSAC-OB 14) |
|  |                                 |

|  | Mistralazhdarcho maggii      |
|  |                              |
|  | Aerotitan sudamericanus      |
|  |                              |
|  | Arambourgiania philadelphiae |
|  |                              |

|  | Hatzegopteryx thambema |
|  |                        |
|  | Albadraco tharmisensis |
|  |                        |

|  | Quetzalcoatlus northropi        |
|  |                                 |
|  | Quetzalcoatlus lawsoni          |
|  |                                 |
|  | Quetzalcoatlus sp. (FSAC-OB 14) |
|  |                                 |

|  | Mistralazhdarcho maggii      |
|  |                              |
|  | Aerotitan sudamericanus      |
|  |                              |
|  | Arambourgiania philadelphiae |
|  |                              |

|  | Quetzalcoatlus northropi        |
|  |                                 |
|  | Quetzalcoatlus lawsoni          |
|  |                                 |
|  | Quetzalcoatlus sp. (FSAC-OB 14) |
|  |                                 |

|  | Mistralazhdarcho maggii      |
|  |                              |
|  | Aerotitan sudamericanus      |
|  |                              |
|  | Arambourgiania philadelphiae |
|  |                              |

|  | Hatzegopteryx thambema |
|  |                        |
|  | Albadraco tharmisensis |
|  |                        |

|  | Quetzalcoatlus northropi        |
|  |                                 |
|  | Quetzalcoatlus lawsoni          |
|  |                                 |
|  | Quetzalcoatlus sp. (FSAC-OB 14) |
|  |                                 |

|  | Mistralazhdarcho maggii      |
|  |                              |
|  | Aerotitan sudamericanus      |
|  |                              |
|  | Arambourgiania philadelphiae |
|  |                              |

|  | Quetzalcoatlus northropi        |
|  |                                 |
|  | Quetzalcoatlus lawsoni          |
|  |                                 |
|  | Quetzalcoatlus sp. (FSAC-OB 14) |
|  |                                 |

|  | Mistralazhdarcho maggii      |
|  |                              |
|  | Aerotitan sudamericanus      |
|  |                              |
|  | Arambourgiania philadelphiae |
|  |                              |

|  | Hatzegopteryx thambema |
|  |                        |
|  | Albadraco tharmisensis |
|  |                        |

|  | Quetzalcoatlus northropi        |
|  |                                 |
|  | Quetzalcoatlus lawsoni          |
|  |                                 |
|  | Quetzalcoatlus sp. (FSAC-OB 14) |
|  |                                 |

|  | Mistralazhdarcho maggii      |
|  |                              |
|  | Aerotitan sudamericanus      |
|  |                              |
|  | Arambourgiania philadelphiae |
|  |                              |

|  | Quetzalcoatlus northropi        |
|  |                                 |
|  | Quetzalcoatlus lawsoni          |
|  |                                 |
|  | Quetzalcoatlus sp. (FSAC-OB 14) |
|  |                                 |

|  | Mistralazhdarcho maggii      |
|  |                              |
|  | Aerotitan sudamericanus      |
|  |                              |
|  | Arambourgiania philadelphiae |
|  |                              |

|  | Hatzegopteryx thambema |
|  |                        |
|  | Albadraco tharmisensis |
|  |                        |

|  | Quetzalcoatlus northropi        |
|  |                                 |
|  | Quetzalcoatlus lawsoni          |
|  |                                 |
|  | Quetzalcoatlus sp. (FSAC-OB 14) |
|  |                                 |

|  | Mistralazhdarcho maggii      |
|  |                              |
|  | Aerotitan sudamericanus      |
|  |                              |
|  | Arambourgiania philadelphiae |
|  |                              |

|  | Quetzalcoatlus northropi        |
|  |                                 |
|  | Quetzalcoatlus lawsoni          |
|  |                                 |
|  | Quetzalcoatlus sp. (FSAC-OB 14) |
|  |                                 |

|  | Mistralazhdarcho maggii      |
|  |                              |
|  | Aerotitan sudamericanus      |
|  |                              |
|  | Arambourgiania philadelphiae |
|  |                              |

|  | Hatzegopteryx thambema |
|  |                        |
|  | Albadraco tharmisensis |
|  |                        |

|  | Quetzalcoatlus northropi        |
|  |                                 |
|  | Quetzalcoatlus lawsoni          |
|  |                                 |
|  | Quetzalcoatlus sp. (FSAC-OB 14) |
|  |                                 |

|  | Mistralazhdarcho maggii      |
|  |                              |
|  | Aerotitan sudamericanus      |
|  |                              |
|  | Arambourgiania philadelphiae |
|  |                              |

|  | Quetzalcoatlus northropi        |
|  |                                 |
|  | Quetzalcoatlus lawsoni          |
|  |                                 |
|  | Quetzalcoatlus sp. (FSAC-OB 14) |
|  |                                 |

|  | Mistralazhdarcho maggii      |
|  |                              |
|  | Aerotitan sudamericanus      |
|  |                              |
|  | Arambourgiania philadelphiae |
|  |                              |

|  | Hatzegopteryx thambema |
|  |                        |
|  | Albadraco tharmisensis |
|  |                        |

|  | Quetzalcoatlus northropi        |
|  |                                 |
|  | Quetzalcoatlus lawsoni          |
|  |                                 |
|  | Quetzalcoatlus sp. (FSAC-OB 14) |
|  |                                 |

|  | Mistralazhdarcho maggii      |
|  |                              |
|  | Aerotitan sudamericanus      |
|  |                              |
|  | Arambourgiania philadelphiae |
|  |                              |

|  | Quetzalcoatlus northropi        |
|  |                                 |
|  | Quetzalcoatlus lawsoni          |
|  |                                 |
|  | Quetzalcoatlus sp. (FSAC-OB 14) |
|  |                                 |

|  | Mistralazhdarcho maggii      |
|  |                              |
|  | Aerotitan sudamericanus      |
|  |                              |
|  | Arambourgiania philadelphiae |
|  |                              |

## Levenswijze
Uit het Opper-Krijt van Europa waren tot nu toe alleen een kleine soort pterosauriër benoemd, Eurazhdarcho met een spanwijdte van drie meter, en een reuzenvorm, Hatzegopteryx met een vlucht van tien meter. Mistralazhdarcho kan dus een tussenliggende grootteklasse vertegenwoordigen. De beschrijvers wijzen er echter op dat de bekende reuzenvormen uit populaties schijnen te hebben bestaan die ook kleinere volwassen individuen omvatten.
Op de vindplaats is een rijke fauna opgegraven waartoe ook de dinosauriërs Atsinganosaurus en Matheronodon behoren.